# Bernard de Massy
Pour les articles homonymes, voir Massy et famille Robert de Massy.
Bernard Robert de Massy, dit Bernard de Massy est un chercheur français en biologie moléculaire. Il exerce à l'Institut de génétique humaine de Montpellier où il est responsable de l'équipe de recherche Méiose et recombinaison. Il est membre de l'Organisation européenne de biologie moléculaire (EMBO).

## Récompenses et distinctions
- Médaille d'argent du CNRS (2012)[5]
- Prix de Mme Jules Martin, née Louise Basset de l'Académie des sciences (2011)[6]
- Lauréat d'une ERC Advanced Grant 2010[7]